# Duldurgai járás

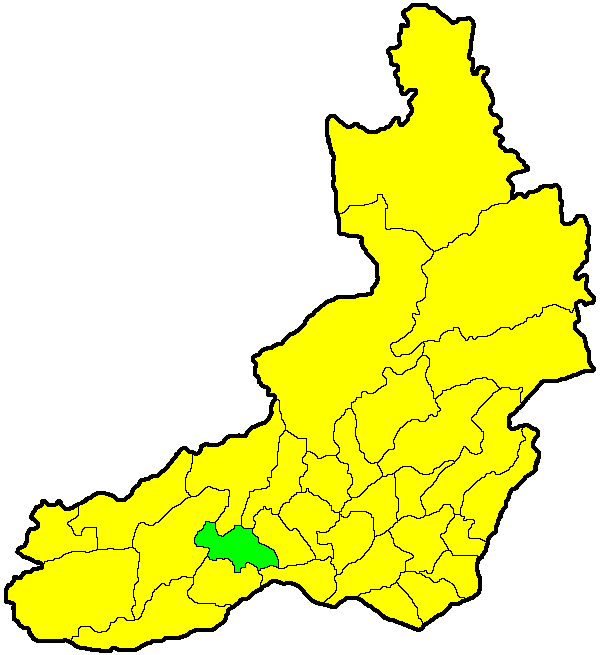
A Duldurgai járás a Bajkálontúli határterületen

A Duldurgai járás (oroszul Дульдурги́нский район) Oroszország egyik járása a Bajkálontúli határterületen. Székhelye Duldurga.

## Népesség
- 1989-ben 15 550 lakosa volt.
- 2002-ben 15 316 lakosa volt, melynek 53%-a burját, 44%-a orosz.
- 2010-ben 15 350 lakosa volt.